# Conflitto nel Caucaso Settentrionale

Il Conflitto nel Caucaso Settentrionale è un conflitto a bassa intensità compiuto dai militanti islamici legati al movimento separatista ceceno e all'Emirato del Caucaso, che avviene in Cecenia e nelle vicine repubbliche di Daghestan, Inguscezia, Cabardino-Balcaria e Ossezia del Nord-Alania. Poiché le forze russe non sono riuscite ad annientare gli insorti durante la seconda guerra cecena, la ribellione rimane attiva e ha minacciato, nel 2014, il regolare svolgimento delle Olimpiadi invernali tenutesi a Sochi.

## Contesto
Subito dopo la fine delle grandi operazioni militari nel secondo conflitto ceceno, il presidente russo Vladimir Putin ha riaffermato le basi della nuova politica di Mosca in Cecenia: ovvero il trasferimento della polizia, l’elezione del presidente e del parlamento a suffragio universale e il trattato sulla delimitazione dei poteri tra la Federazione Russa e la Repubblica di Cecenia. Circa 7 000 combattenti (secondo fonti russe, ma il governo ceceno smentisce tutte queste affermazioni) hanno beneficiato dell'amnistia. Ma nonostante le assicurazioni del Cremlino sulla normalizzazione, alcuni gruppi armati di combattenti separatisti islamici non hanno deposto le armi e continuano ancora, sporadicamente, a compiere atti di resistenza e di guerriglia armata
Il 19 agosto 2002, un elicottero russo Mil Mi-26 fu abbattuto vicino a Khankala, a est di Grozny, da un missile Igla 9K38 lanciato dai separatisti ceceni, e si schiantò contro un campo minato, provocando la morte di 127 soldati a bordo, considerato il più grande disastro aereo subito dall'esercito russo. Due giorni dopo, il presidente Vladimir Putin ha dichiarato una giornata di lutto nazionale.
Nel 2005, più di 200 combattenti indipendentisti sono stati disarmati, secondo il capo dell'FSB Nikolai Patrushev. La morte di Aslan Maskhadov l' 8 marzo 2005 ha inferto un duro colpo alla logistica dei ribelli. Gli attacchi contro le forze federali assunsero sempre più un carattere sporadico e meno coordinato. Allo stesso tempo, gruppi islamici armati hanno lanciato un attacco contro Nalchik, capitale della Repubblica di Cabardino-Balcaria, in ottobre, uccidendo un centinaio di persone. Secondo la dichiarazione del presidente ceceno Alu Alkhanov del 25 dicembre 2005, la significativa riduzione delle attività dei combattenti ottenuta nel 2005 grazie, in particolare, alla neutralizzazione dei loro leader, permise di ridurre ulteriormente il numero delle forze federali russe nella repubblica.
Dopo la morte di Sadullayev, Doku Umarov divenne il leader del movimento separatista. Nonostante la morte di diversi leader indipendentisti, rimasero frequenti gli scontri. Secondo una fonte vicina al quartier generale regionale delle Forze federali, vi erano ancora tra i 1000 e i 1500 combattenti in attività. Nel maggio 2006, le forze cecene del governo filo-federale scoprirono il quartier generale di Umarov in un bunker nel villaggio di Asinovskaya, ma riuscì a scappare.

## Cronologia degli eventi

### 2009
Il 16 aprile 2009 è stato revocato il cosiddetto regime di operazioni antiterrorismo in vigore in Cecenia dal 1999.Questo segnò la fine ufficiale della seconda guerra cecena.

### 2011
Il 28 marzo 2011, un'operazione delle forze russe in Inguscezia provocò la morte di 17 ribelli caucasici. Dokou Oumarov venne citato come una delle potenziali vittime. Lo stesso Dokou Oumarov smentì questa affermazione in una telefonata a Radio Free Europe/Radio Liberty.

### 2012
La Ciscaucasia restò, nel 2012, la zona dei conflitti armati più mortali in Europa . Nel 2011 ci sono stati 750 morti e almeno 628 feriti (forze di sicurezza, ribelli e civili) e, dal 1º gennaio al 1º settembre 2012, 516 morti e 397 feriti

### 2014
La morte di Dokou Oumarov è stata confermata da un comunicato stampa pubblicato nel marzo 2014 dall'Emirato del Caucaso, senza però fornire dettagli sul luogo e sulle circostanze della sua morte. La sua scomparsa venne menzionata per la prima volta nel gennaio 2014, poche settimane prima dei Giochi olimpici di Sochi, da Ramzan Kadyrov, il quale affermò di essere certo che il leader dei ribelli caucasici fosse morto. Il 18 marzo 2014 Ali Abou Muhammad al Dagestani si è presentato come suo successore ufficiale alla guida dell'Emirato del Caucaso. L'8 aprile 2014, l'FSB ha confermato la morte di Umarov, indicando che quest'ultimo è stato ucciso durante un'operazione militare.
Nella notte tra il 3 e il 4 dicembre, in un attacco perpetrato dagli insorti islamici a Grozny, 24 persone sono state uccise, tra cui 14 membri delle forze di sicurezza e 10 insorti secondo Ramzan Kadyrov. L'attacco è stato rivendicato dall'Emirato del Caucaso. Si tratta dell'attacco più mortale da quello compiuto contro il parlamento di Grozny nel 2010.

### 2015
Il 24 giugno 2015 una parte dell’Emirato del Caucaso ha annunciato la propria adesione allo Stato islamico. Abu Mohammed al-Adnani, portavoce dell'ISIS, annunciò il 23 giugno che la fedeltà era stata accettata..Tuttavia, questa dichiarazione è stata respinta dai leader dell'Emirato.
Lo Stato Islamico rivendicò la responsabilità di un attacco con armi da fuoco avvenuto nella notte tra il 29 e il 30 dicembre 2015 nelDaghestan (Russia meridionale).

### 2016
Il 15 febbraio 2016, un attentato con un'autobomba, attribuito allo Stato islamico, ha provocato 2 morti e 19 feriti in Daghestan.
Il 3 dicembre 2016, le autorità russe hanno annunciato che Rustam Asildarov, emiro dello Stato islamico per il Caucaso settentrionale, era stato eliminato dall'FSB a Makhachkala, in Daghestan.
Nella notte tra il 23 e il 24 marzo 2017, lo Stato Islamico ha attaccato una base della Guardia Nazionale russa vicino a Naurskaya, in Cecenia . Gli scontri hanno causato la morte di 12 uomini, alcuni della Guardia Nazionale Russa, altri dell’Emirato del Caucaso
Nell’aprile 2017, lo Stato islamico ha rivendicato la morte di due agenti di polizia russi durante un attacco ad Astrakhan .

### 2024
Il 3 marzo 2024, le autorità russe hanno annunciato di aver ucciso sei combattenti dello Stato islamico durante un'operazione dell’FSB in un edificio nella città di Karabulak, in Inguscezia.

## Attentati legati al conflitto
- Attentati del 29 marzo 2010 nella metropolitana di Mosca
- Attentato all'aeroporto Domodedovo di Mosca
- Attentati alla maratona di Boston 2013
- Attacco del 21 ottobre 2013 a Volgograd
- Attacchi del 29 e 30 dicembre 2013 a Volgograd
- Attacco al Crocus City Hall il 22 marzo 2024